# Torralba de Calatrava
Torralba de Calatrava es un municipio y localidad española de la provincia de Ciudad Real, en la comunidad autónoma de Castilla-La Mancha. El término municipal tiene una población de 3075 habitantes (INE 2024). La localidad está situada a 12 km por autovía de Ciudad Real. Los municipios colindantes son varios tales como, Carrión de Calatrava, Almagro, Daimiel, Malagón y Bolaños de Calatrava. Cuenta con la pedanía de Campomojao cercano al término de Malagón. En él se halla la ermita a la Virgen de La Blanca. Pueblo incluido en la ruta de Don Quijote. La extensión total del municipio es de 101,58 km².

## Geografía
Integrado en la comarca manchega del Campo de Calatrava, se sitúa a 17 km de la capital provincial. El término municipal está atravesado por la autovía del Guadiana (A-43), que une Ciudad Real con Tomelloso, por la carretera N-430, en trayecto compartido con la N-420 (entre los pK 210 y 218), y por las carreteras locales CR-P-2121, que conecta con Malagón, CR-P-5111, que se dirige a Bolaños de Calatrava, y CR-P-5112, que conecta con Pozuelo de Calatrava. 
El pueblo se levanta al sur del término municipal, a 618 m sobre el nivel del mar. El relieve es predominantemente llano, típicamente manchego. El río Guadiana cruza parte del territorio por el norte, destacando además el arroyo de Valdecañas y el arroyo Pellejero. La altitud sobre el nivel del mar oscila entre los 668 m al suroeste (cerro Pelado) y los 610 m a orillas del Guadiana.
| Noroeste: Fernán Caballero y Malagón | Norte: Malagón y Daimiel | Noreste: Daimiel |
| Oeste: Carrión de Calatrava          |                          | Este: Daimiel    |
| Suroeste: Carrión de Calatrava       | Sur: Almagro             | Sureste: Almagro |

### Clima
El clima es continental es decir, de violentos contrastes, con fuertes oscilaciones térmicas entre la estación cálida y la estación fría. El año medio se caracteriza por el predominio de las altas presiones, ya que un 61% de los días se dan situaciones anticiclónicas, en contraposición con el resto de los días del año, un 39% en que las bajas presiones son las que caracterizan el clima.
Teniendo en cuenta las estaciones, es el verano el de mayor porcentaje de situaciones anticiclónicas. Las situaciones de inestabilidad atmosférica alcanzan su mayor importancia en primavera, dándose el 34% de las situaciones de este tipo, seguida del otoño con el 28%, el invierno con el 26% y por último el verano con el 12%.

## Historia
Hasta la reforma de la nomenclatura municipal de 1916 el municipio se llamaba simplemente Torralba. En dicha fecha su nombre fue modificado por el de Torralba de Calatrava.

## Monumentos y lugares de interés
- Patio de Comedias. Recientemente descubierto y recientemente terminada su reconstrucción para ser un escenario más del Festival de Teatro Clásico de Almagro. En el lugar han aparecido restos del antiguo castillo junto a la ermita de la Purísima Concepción. Con un aforo para 740 personas este espacio se distribuye en cuatro áreas multiusos, la mayor de ellas el patio principal, con capacidad para 460 personas sentadas. Se han conservado los arcos de crucería pertenecientes a la estructura original del Patio, también los dibujos o grafitis realizados con un punzón y aparecidos durante la restauración. Una infraestructura cultural de primer orden para el municipio. Situado en la plaza de la Concepción, el Patio de Comedias de Torralba de Calatrava se halla entre las murallas del antiguo castillo y uno de los pósitos del municipio. Existen documentos que avalan que en este lugar se celebraban obras de teatro y representaciones de títeres hasta finales del siglo XIX, si bien los primeros datos de actividad teatral en este lugar se remontan al Renacimiento, al año 1578.
- Iglesia Santísima Trinidad. Destaca el artesonado. Consagrada en 1541, se conserva un magnífico artesonado mudéjar realizado por Martín de Cuartas y un relieve del desaparecido retablo mayor construido a principios del siglo XVII. Su interior, del siglo XVI, es de una sola y amplia nave.
- Ermita Santísimo Cristo del Consuelo. Destaca la espadaña. Ermita de una sola nave, con cúpula en el crucero. Tres son los elementos sobresalientes: la preciosa imagen del Cristo, una lámpara de plata de finales del siglo XIX, y la admirable espadaña barroca del exterior, construida en ladrillo y decorada con pilastras toscanas, flameros y coronada por un frontón curvo (siglo XVIII).
- Ermita de la Purísima Concepción. Ermita erigida sobre la antigua fortaleza que dio origen al municipio de Torralba.Sobre los cimientos de este castillo se levantó la ermita, que mantuvo el rango de parroquia hasta 1544. Es de una sola nave cubierta por cielo raso, y destaca en su exterior su espadaña de ladrillo.
- Consumos: Antiguo ayuntamiento y pósito real (siglo XVI), hoy contiene el Archivo Histórico Municipal de Torralba de Cva. Contiene una valiosa documentación.
- Antiguo Hogar: Se encuentra en la plaza de la Constitución y que hoy es sede de una entidad bancaria. Es un claro ejemplo de la arquitectura ecléctica de finales del siglo XIX. Un edificio que destaca por su belleza y singularidad.
- Plaza de toros: Fue construida a iniciativa privada por parte del empresario Don José Santa Cruz. Es una plaza coqueta, con buen aforo y muy cuidada.

## Demografía
Torralba de Calatrava cuenta con una población de 3075 habitantes (INE 2024).
| Gráfica de evolución demográfica de Torralba de Calatrava entre 1842 y 2021 |
| |
| Población de derecho según los censos de población del INE Población de hecho según los censos de población del INEEn estos censos se denominaba Torralba: 1842, 1877, 1887, 1897, 1900 y 1910 |

Torralba de Calatrava tenía una población de 3025 habitantes (INE) a enero del 2017 (1497 hombres y 1528 mujeres) Aunque Torralba llegó a contar con casi 6000 habitantes en la década de 1950, la crisis agraria y el crecimiento industrial lejos de La Mancha obligó a muchos de sus habitantes a emigrar hacia el País Vasco, Cataluña, Comunidad Valenciana y especialmente a la Comunidad de Madrid. En los últimos años la población va recuperándose puesto que muchas parejas jóvenes eligen Torralba como lugar de residencia al encontrar en esta localidad la vivienda mucho más económica que en Ciudad Real, que está a 15 km por autovía.

## Economía
Como actividad principal de este municipio es la agricultura. Aunque de acuerdo con el listado de actividades económicas, en Torralba de Calatrava debemos destacar, la fuerza que posee el sector de la construcción y albañilería, junto con los bares y restaurantes. Son las dos actividades con más licencias en el municipio.
Esto no hace que sean las más importantes, respecto a nivel económico y creación de empleo. Es sector de la carpintería de la madera y metálica, las panaderías y bollerías, generan mayor actividad económica que las actividades con más número de licencias, ya que la mayoría de estos, son de profesionales autónomos, que se dedican a un negocio individual.
Debemos resaltar, la mayor empresa que existe en el municipio, la de Orfebrería, por su capacidad para generar empleo y beneficio económico, a la vez que ha permitido que Torralba de Calatrava sea conocida en toda España por su actividad.
El resto de actividades económicas se desglosan en actividades propias de un municipio de la importancia de Torralba. Comercios, estancos, bares, talleres, ferralla, bancos y cajas etc…
Torralba de Calatrava sigue manteniendo un crecimiento social, económico y demográfico importante a nivel provincial debido a la nueva autovía A-43 que la comunica con otros núcleos de población de importancia como Ciudad Real o Daimiel, al nuevo polígo industrial "La Vega" o al crecimiento urbanístico que está experimentando en la actualidad convirtiendo a esta localidad en referente económico de la zona.
En los últimos años Torralba ha incrementado su actividad económica notablemente gracias al polígono industrial "La Vega". Se trata de un polígono moderno y funcional con múltiples empresas dedicadas a diferentes actividades industriales, de logística, venta directa...

## Cultura

### Fiestas
- Santísimo Cristo del Consuelo del 13 al 20 de septiembre. Fiestas en honor al patrón de Torralba de Calatrava en las que durante más de una semana se llevan a cabo multitud de actividades para todas las edades y en las que la población de Torralba de Calatrava se dispara con la llegada de familiares y torralbeños que en su día hubieron de emigrar a zonas más industriales.
- Famosa tradición del Carnaval.
- Semana Santa: declarada de Interés Turístico Regional.
- Romerías de San Isidro Labrador 15 de mayo y de la Virgen de la Blanca en Campomojado, primer domingo de mayo .
- Tradicional festividad de San Antonio, el 13 de junio, que goza de un gran prestigio y empatía por parte de toda la población torralbeña.

### Deporte
Torralba cuenta con un equipo de fútbol aficionado denominado Atlético Torralba que juega en la Primera División del PMD de Ciudad Real. También se disputa una liga de fútbol sala local con diez equipos ( 6 locales; Chapa y Pintura MP, Atlético Furtivo, Descartes, PJV Hotel Campoblanco, Donde Sea y Los Acabaos, 2 de Daimiel; Restaurante Valle del Sol y Metálicas Ferroal, uno de Manzanares; FS Manzanares "B" y otro de Pozuelo de Calatrava; La Jaca FS) y otra competición local de tenis con dos categorías: primera y segunda división, cuyos campeones en la temporada 2010/11 fueron José Luis González y Juan José Valencia respectivamente. En verano se disputa también la liga local de Fútbol 7 del cual es el actual campeón el equipo local LQF Barakaldo.
Atlético torralba F.7, primera división F7 liga diputación de Ciudad Real.
Su único deportista de élite de toda la historia es Jesús Álvarez García, que hoy sigue apoyando en el atletismo a los más jóvenes.
A finales de julio se celebra la maratón de fútbol sala en el pabellón municipal.
En septiembre, el domingo anterior al inicio de las fiestas patronales se celebra el medio maratón Ciudad Real- Torralba. Se trata del medio maratón decano en Castilla-La Mancha y es el tercero más antiguo de España.
Las instalaciones deportivas con las que cuenta la localidad son el campo de fútbol, piscina, 2 pistas de tenis, gimnasio, pista de pádel y pabellón polideportivo municipales.